# Leucanella koehleri
Leucanella koehleri är en fjärilsart som beskrevs av Gemignani 1931. Leucanella koehleri ingår i släktet Leucanella och familjen påfågelsspinnare. Inga underarter finns listade i Catalogue of Life.